# Lycée Geoffroy-Saint-Hilaire
Le lycée Geoffroy-Saint-Hilaire est un établissement français d'enseignement secondaire et supérieur situé sur le plateau de Guinette, à Étampes, dans le sud du département de l'Essonne. Héritier de l'ancien collège d'Étampes, dont l'histoire commence à la Renaissance, unique lycée public polyvalent de la ville principale d'un territoire resté largement rural, il rassemble les élèves d'environ 125 communes du sud de l'Île-de-France.

## Géographie

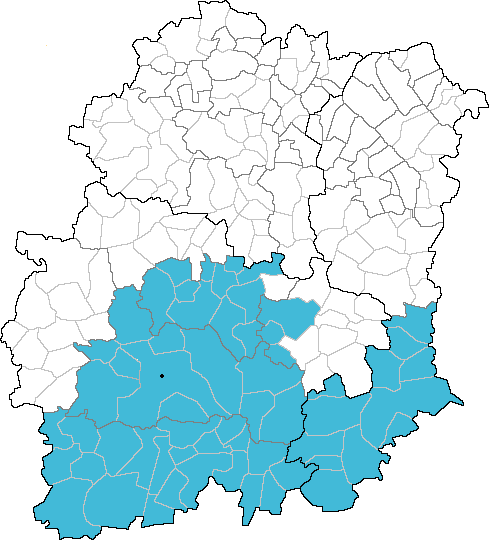
Aire de polarisation principale du lycée dans l'Essonne (données INSEE 1998).

L'inventaire communal 1998 de l'INSEE chiffre le « pouvoir attractif » du lycée, mesuré par le rapport entre la somme des populations des communes attirées et celle d'Étampes, à près de 250 % ; tandis que son « rayon d'attraction », soit la moyenne des distances parcourues pour le rejoindre, approche des 15 kilomètres.
L'« aire de polarisation principale » de l'établissement, établie à partir de la même enquête, couvre en Essonne l'intégralité des cantons d'Étampes, de Méréville et de Milly-la-Forêt, la presque totalité du canton d'Étréchy et une partie de celui de La Ferté-Alais ; soit près de soixante communes. Plus largement, les lieux de résidence des élèves du lycée se répartissent sur quelque 125 communes du sud de l'Île-de-France.

## Histoire

### Du collège d'Étampes au lycée

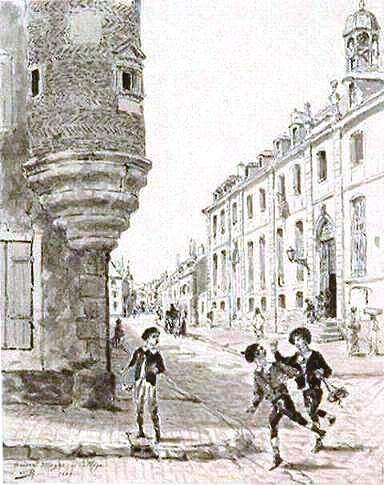
Façade du collège en 1898 (à droite), face à la tourelle subsistant de son bâtiment précédent (lavis de Narcisse Berchère).

Le lycée Geoffroy-Saint-Hilaire partage aujourd'hui avec le collège Guettard l'héritage de l'ancien collège d'Étampes, dont la fondation remonte à la Renaissance, peut-être à 1460,. Les premières traces d'enseignement public dans cette ville se situent encore plus tôt, au XIIe siècle : à cette époque, les chanoines des collégiales Notre-Dame et Sainte-Croix s'en disputent la direction. Mais les cours sont alors ordinairement dispensés au domicile des maîtres. Vers 1514, les Étampois obtiennent du roi l'autorisation d'utiliser pour l'achat ou la construction d'un nouveau bâtiment une partie des fonds alloués à l'entretien des remparts, arguant « que leur ville serait mieux défendue par des citoyens bien instruits [...] que par des murailles et autres fortifications. » Le collège occupe successivement plusieurs maisons de la rue Saint-Antoine, de l'autre côté de laquelle s'établit une congrégation de Barnabites qui assurent l'éducation des élèves à partir de 1629. Louis XV y entend la messe le 20 mai 1745.
Après la Révolution française, l'établissement traverse la rue et s'installe dans les murs du couvent que les religieux ont quitté en 1790 : un décret impérial de 1806 y autorise l'ouverture d'une école secondaire municipale. En 1891, à la demande de l'association des anciens élèves, le collège reçoit du conseil municipal le nom d'Étienne Geoffroy Saint-Hilaire. Il incorpore pendant la Seconde Guerre mondiale l'établissement créé par l'inspecteur primaire Louis Moreau (mort en déportation) et devient ainsi collège classique et moderne.
Dans  « 53 jours », roman posthume et inachevé de Georges Perec, le narrateur décrit la grande diversité du recrutement du collège au début des années 1950. Il dresse des élèves un tableau en « sept familles » :
1. « les Étampois et Étampoises, de souche ou de résidence », externes ;
2. « les « bouseux » : des Beaucerons aux mains fortes qui venaient des grosses fermes des environs », demi-pensionnaires ;
puis, parmi les internes ;
3. « les Parisiens (« Parisiens, têtes de chien, Parigots, têtes de veau »), des cancres expulsés des lycées nobles de la capitale ou de la proche banlieue » ;
4. « les Corses ; ce n'était pas vraiment un groupe, mais plutôt un gang » ;
5. quinze ou vingt élèves venus d'AOF, qui « enduraient avec une résignation stoïque les rigueurs de l'hiver étampois et l'indigence du chauffage central » ;
6. « une quinzaine d'autres internes [...] d'Afrique du Nord, et plus particulièrement de Tunisie ; [...] encore plus fauchés que nous ne pouvions l'être » ;
7. enfin, le groupe des « Indochinois », qui pour la plupart « étaient scandaleusement riches et vivaient d'une façon que nous pouvions difficilement imaginer »[10].

L'établissement devient en 1961 un lycée municipal, puis nationalisé et enfin un lycée polyvalent d'État mixte.

### Sur le plateau de Guinette

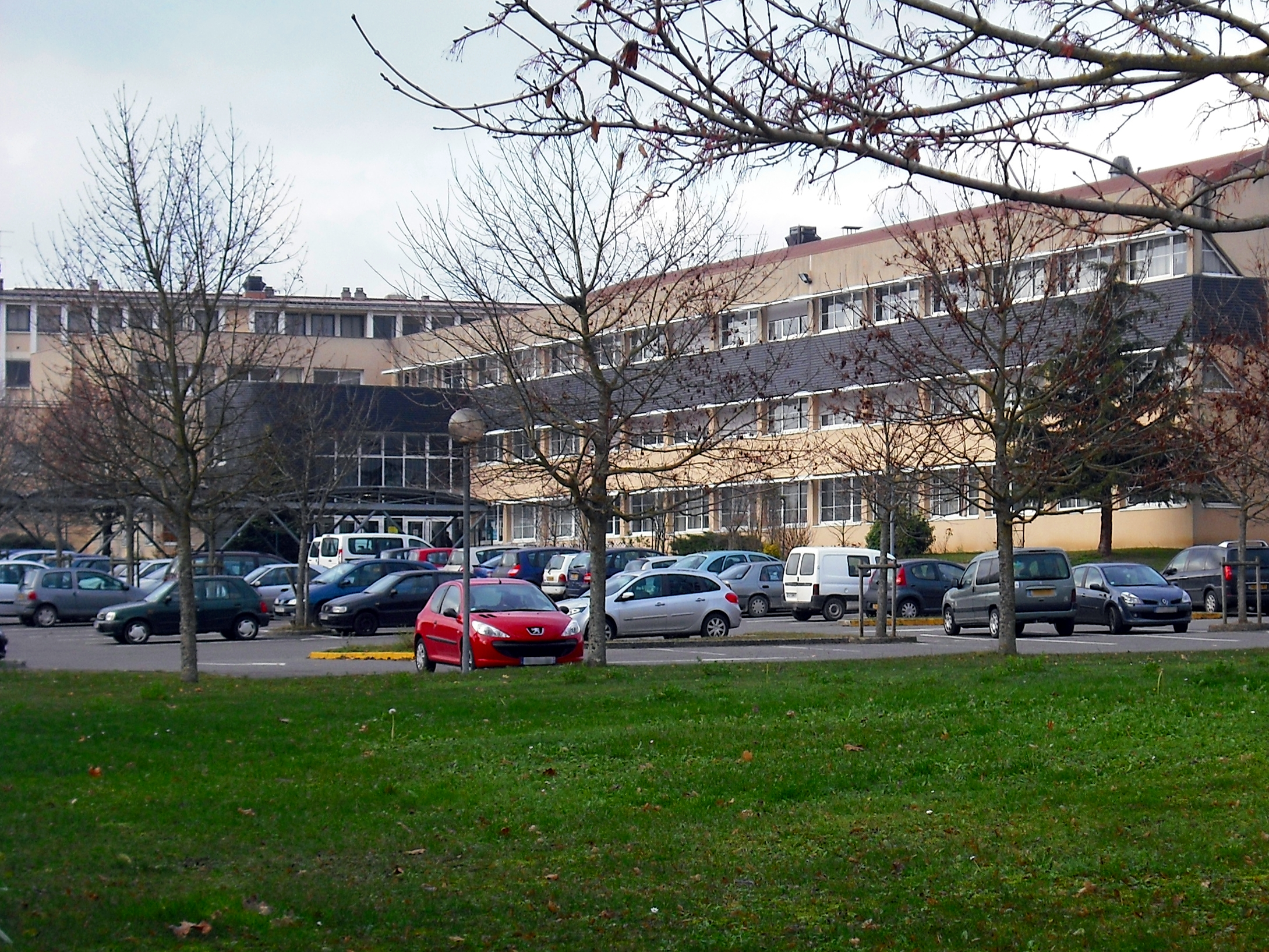
Les bâtiments du lycée sur le plateau de Guinette.

De plus en plus à l'étroit dans le centre-ville, le lycée est transféré en 1963 dans de nouveaux bâtiments construits sur le plateau de Guinette. En 1966, ses anciens locaux de la rue Saint-Antoine sont affectés à un collège d'enseignement secondaire mixte, qui prend en 1968 le nom de Jean-Étienne Guettard pour permettre au lycée de conserver sa dénomination.
À Guinette, l'établissement ne cesse de grandir. Dès le début, il absorbe la section commerciale d'un cours complémentaire de jeunes filles créé en 1946, à partir de laquelle est constitué un CET commercial. Un internat mixte de 480 places est ouvert. En 1971, un CET industriel est créé. En 1975, le lycée se sépare du premier cycle, qui va former le collège de Guinette, et de la section technique industrielle, qui se transforme en LEP et prend le nom de Louis Blériot (en 1985 le LEP devient lycée professionnel). En 1977, le CET commercial donne à son tour naissance à un LEP, mais qui reste intégré à l'établissement. La même année voit la fermeture de l'internat.
En novembre 1985, la visite de Jean-Pierre Chevènement, alors ministre de l'Éducation nationale, donne le coup d'envoi de grands travaux de rénovation. Une section d'enseignement industriel long est ouverte en 1986. L'ancien internat est rénové, jusqu'en 1987, pour accueillir les nouvelles sections technologiques. En 1992, un appel d'offres est lancé pour une autre opération de rénovation et d'extension : les nouveaux bâtiments sont inaugurés en 1994.
En mars 2006, pour le bicentenaire de la création de l'école secondaire municipale et le soixante-dixième anniversaire de la naissance de Georges Perec, le CDI du lycée devient « espace Georges-Perec ».

### Dans l'actualité récente

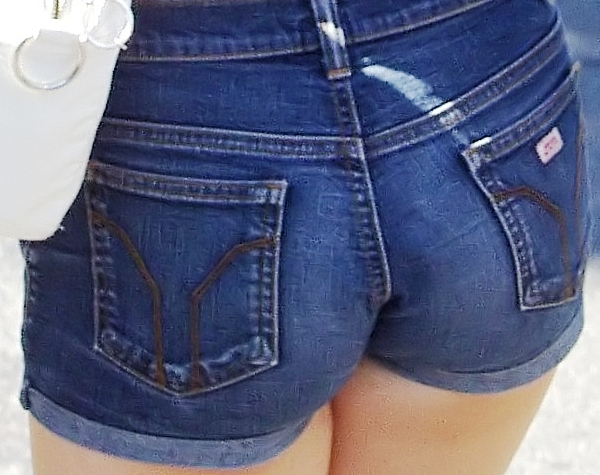
Le short, enjeu et emblème des « journées » de 2009.

Le 25 février 2003, vers 10 heures, un lycéen de 17 ans, en 2e année de BEP, se rend dans une salle de surveillants de l'établissement, dégaine un pistolet à grenaille et tire deux coups de feu, sans faire de blessé. Le jeune homme, qui avait été frappé par d’autres élèves plus tôt dans la matinée, était reparti chez lui pour y chercher l'arme. Son interpellation donne lieu à une échauffourée entre les forces de l'ordre et des lycéens qui tentent de s'y opposer. L'événement est largement repris par la presse nationale,,.
Lors de la rentrée 2009, un durcissement des exigences vestimentaires de l'administration (à l'encontre du « court », short ou jupe, et des jeans troués) suscite un mouvement original qui vaut à nouveau à l'établissement une publicité nationale : les jeudi 10 et vendredi 11 septembre, les « journées du short » (dont le nom fait écho à celui du film La Journée de la jupe) voient élèves en short et autres habits courts se présenter en masse devant l'établissement, puis en franchir les grilles devant des surveillants vite débordés. La lycéenne qui avait lancé l'idée de cette forme d'action via un groupe Facebook a été sanctionnée de trois jours d'exclusion pour avoir distribué des tracts à l'intérieur du lycée, pratique explicitement interdite par le règlement intérieur de l'établissement.

## Enseignement

### Organisation
À la rentrée 2012, le lycée accueille 3 000 élèves avec une équipe éducative de 226 personnes, dont 190 enseignants. Depuis 2012, son proviseur est Mme Novelli.
L'enseignement professionnel secondaire dispensé dans l'établissement conduit jusqu'au niveau du BEP (58 élèves) ou du baccalauréat professionnel (281 élèves) dans des filières de services : spécialités sanitaires et sociales (BEP et bac pro) ; gestion, comptabilité et secrétariat-bureautique (bac pro).
À l'issue des classes de seconde générale et technologique (572 élèves), les possibilités d'orientation offertes, pour les années de première (528 élèves) et de terminale (503 élèves), couvrent les séries générales S, ES et L et les séries technologiques STI2D et STG.
Le lycée dispense également un enseignement technique supérieur à 147 étudiants, répartis en trois sections (STS) qui préparent en deux ans aux BTS électrotechnique, assistant de gestion de PME-PMI et informatique de gestion (options « développeur d'applications » ou « administrateur de réseaux locaux d'entreprise »).
Les langues vivantes enseignées dans les classes du secondaire sont, en première ou deuxième langue l'anglais et l'allemand, uniquement en deuxième langue l'espagnol et l'italien et en troisième langue le russe. Dans les formations post-baccalauréat, l'anglais et l'espagnol sont enseignés en première ou deuxième langue et l'allemand en deuxième langue seulement.

### Classement du lycée
L'académie de Versailles donne les taux de réussite des élèves du lycée aux différents examens auxquels il prépare.
En 2015, le lycée se classe  19e sur 42 au niveau départemental quant à la qualité d'enseignement, et 1203e au niveau national. Le classement s'établit sur trois critères : le taux de réussite au bac, la proportion d'élèves de première qui obtient le baccalauréat en ayant fait les deux dernières années de leur scolarité dans l'établissement, et la valeur ajoutée (calculée à partir de l'origine sociale des élèves, de leur âge et de leurs résultats au diplôme national du brevet).
| Année             | 2008   | 2009   | 2010   |
| ----------------- | ------ | ------ | ------ |
| BEP services      | 73,8 % | 66,7 % | 80,4 % |
| Bac pro services  | 87,5 % | 86,5 % | 81 %   |
| Bac général       | 89,4 % | 90,8 % | 88,3 % |
| Bac technologique | 84,3 % | 84,2 % | 80,3 % |
| BTS production    | 90,9 % | 80,0 % | 82,4 % |
| BTS services      | 51,2 % | 75,6 % | 51 %   |

Concernant plus spécialement le baccalauréat, le ministère de l'Éducation nationale publie trois indicateurs établis à partir des résultats des élèves à l'examen et du déroulement de leur scolarité : le taux de réussite au baccalauréat ; le taux d'accès au baccalauréat, soit la probabilité, calculée sur la base des parcours scolaires constatés, qu'un élève de seconde ou de première a d'obtenir le baccalauréat dans le même établissement ; la proportion de bacheliers parmi les sortants, c'est-à-dire parmi les élèves qui quittent définitivement l'établissement, quelles qu'en soient les raisons. Pour les deux premiers indicateurs est aussi calculé un « taux attendu », qui cherche à approcher ce que serait un résultat moyen, au niveau de l'académie ou à celui du pays, pour une population scolaire de même profil. Le troisième indicateur est directement comparé aux valeurs atteintes à ces deux niveaux.
En 2010, 84 % des 506 élèves du lycée Geoffroy-Saint-Hilaire présents au baccalauréat général ou technologique ont obtenu leur diplôme, soit une valeur ajoutée d’un point par rapport au taux attendu en référence académique ou nationale. Le taux d’accès au baccalauréat s'est élevé à 71 % pour les élèves présents au lycée en seconde, à 85 % pour ceux présents en première, soit un point de moins que le taux attendu en référence académique et deux de plus en référence nationale. La proportion de bacheliers parmi les sortants s'est élevé à 75 % tous niveaux confondus, soit deux points de plus que le résultat académique et un de plus que le résultat national ; et à 91 % des élèves de terminale, résultat identique aux niveaux de l'académie et du pays.
Au baccalauréat professionnel, 81 % des 71 élèves du lycée présents à l'examen l'ont réussi, résultat égal au taux attendu en référence académique et inférieur de dix points au taux attendu en référence nationale. Le taux d’accès au baccalauréat s'est élevé à 58 % pour les élèves présents au lycée en première, soit onze points de moins que le taux attendu en référence académique et dix-huit de moins en référence nationale. La proportion de bacheliers parmi les sortants s'est élevé à 57 % tous niveaux confondus, soit douze points de moins que le résultat académique et national ; et à 81 % des élèves de terminale, soit quatre points de moins qu’au niveau académique et sept points en dessous du résultat national.

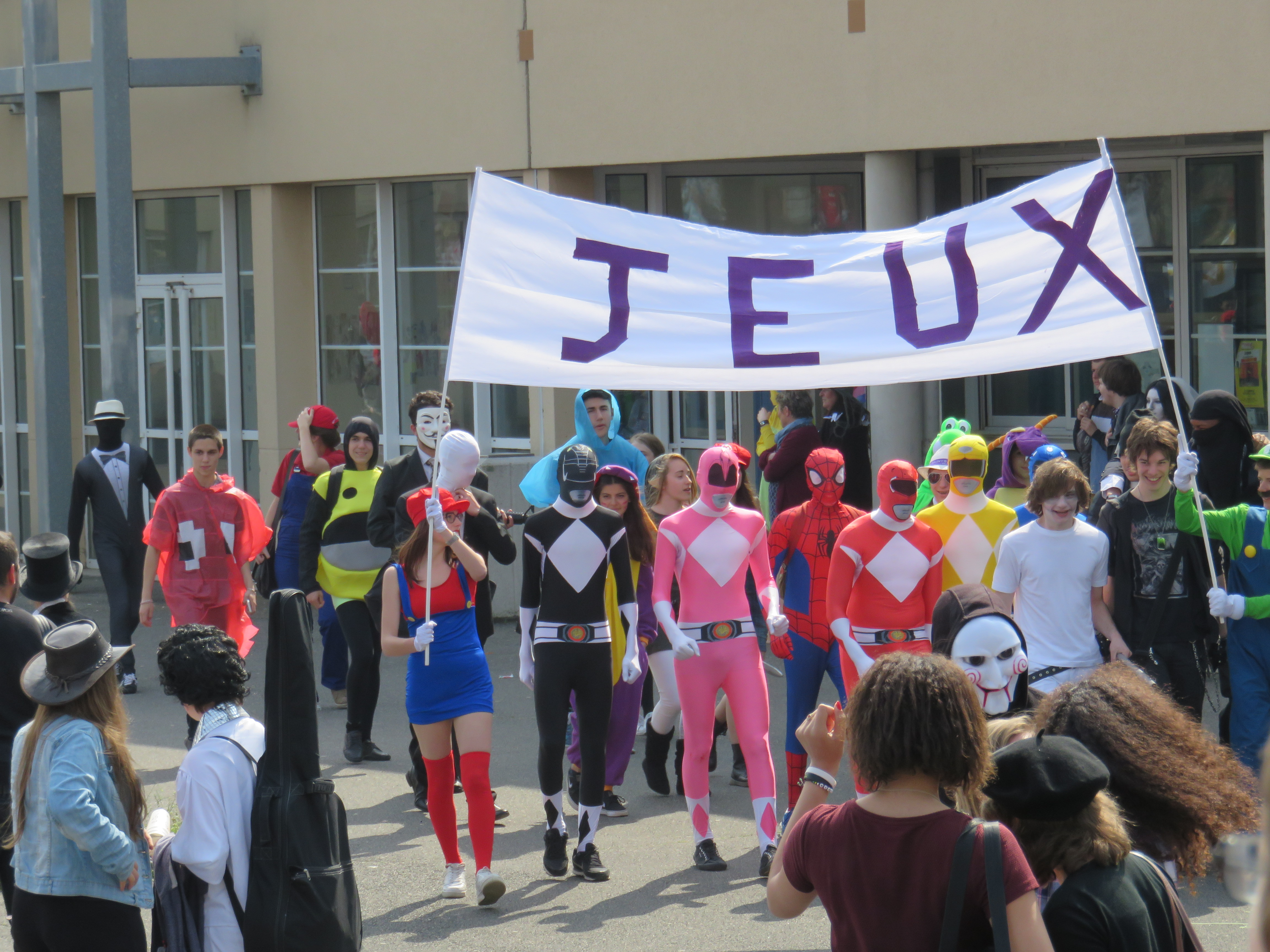
Journée déguisée 2015

### Événements
Tous les ans, le lycée organise une semaine artistique où les élèves sont libres de faire une démonstration de leurs différents talents, des ateliers sont également proposés (dessin, théâtre, danse bretonne, archéologie...). 
La semaine se clôture avec la journée déguisée où tous les élèves et professeurs viennent avec un costume en rapport avec le thème choisi chaque année.

## Anciens célèbres

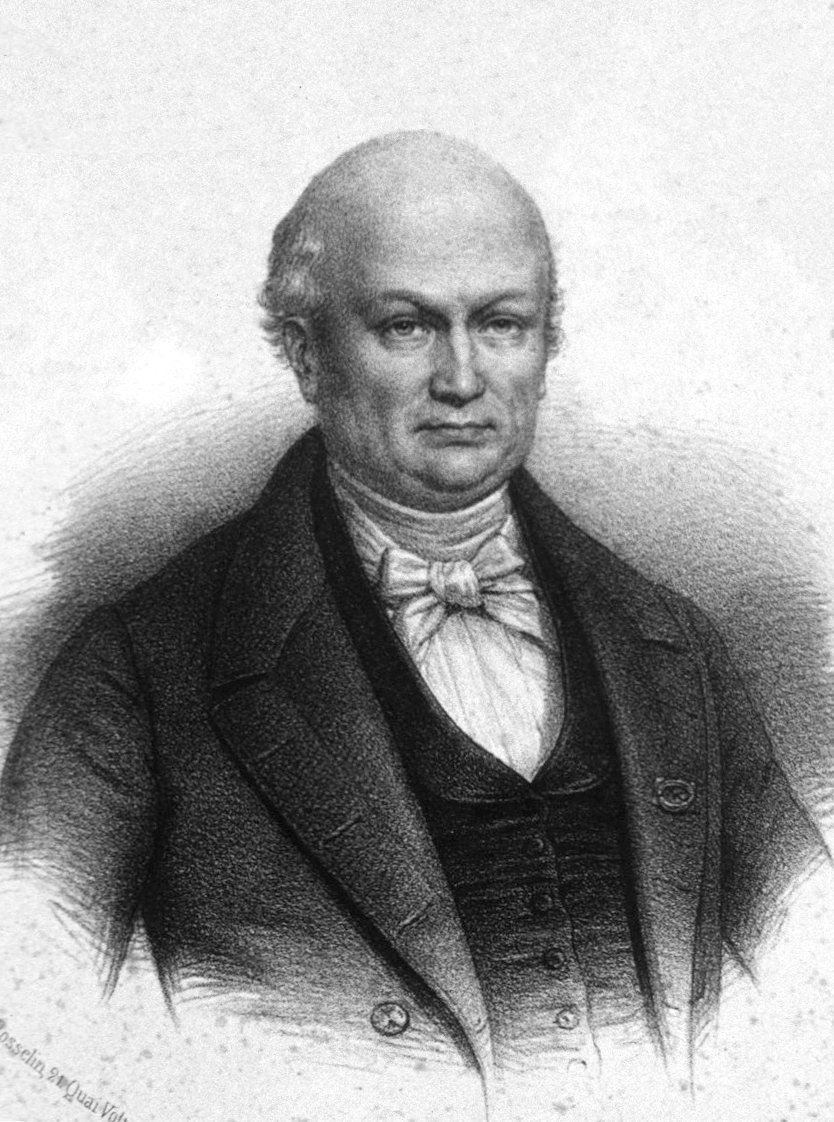
Étienne Geoffroy Saint-Hilaire fut élève du collège qui prit plus tard son nom.

### Professeurs
- Anatole Le Braz, professeur de philosophie au collège vers 1880[8] ; écrivain bretonnant.
- Jean Duvignaud, professeur de philosophie au collège dans les années 1950[29] ; écrivain et sociologue.

### Élèves
- Jean-Étienne Guettard, élève du collège vers 1730[30] ; géologue, minéralogiste et naturaliste, premier à avoir envisagé la nature volcanique des monts d'Auvergne.
- Étienne Geoffroy Saint-Hilaire, élève du collège dans les années 1780[31] ; naturaliste et zoologiste, membre de l'expédition scientifique en Égypte.
- Jean-Louis Bory, pensionnaire du collège vers 1930[8] ; écrivain, critique littéraire et cinématographique, né et mort à Méréville.
- Georges Perec, pensionnaire du collège entre 1949-50 et 1951-52, puis en 1953-54 (alors élève de Jean Duvignaud)[29] ; écrivain.
- Denis Langlois, élève au collège de 1950 à 1957[32] ; avocat et écrivain.
- Serge Frontier, élève au collège de 1956 à 1958[réf. souhaitée] ; scientifique (planctologie et écologie numérique).
- Pierre Goldman, élève de seconde au collège en 1960-61[8] ; militant et intellectuel révolutionnaire et tiers-mondiste.
- Philippe Legendre-Kvater, élève du collège autour de 1960[33] ; peintre, graveur et illustrateur.
- Arnaud Beltrame, élève du lycée[34] de 1988 à 1991, année où il obtient le baccalauréat C ; officier de gendarmerie.
- Ibrahim Maalouf, élève du lycée où il obtient le baccalauréat scientifique, spécialité mathématiques, en 1998[35] ; trompettiste et compositeur de jazz.
- Vincent Escure, élève du lycée où il obtient le baccalauréat littéraire en 2003[36] ; acteur.

### Professeurs et élèves morts pour la France
- Leurs noms, au nombre de 75, sont énumérés sur une plaque apposée au 20, rue Saint-Antoine, ancien site de l'établissement[37].